# Pseudocarum
Pseudocarum là chi thực vật có hoa trong họ Apiaceae.